# Le Monde musical
Le Monde musical est une revue musicale fondée en 1889 par le facteur de piano Édouard Mangeot (1835-1898).
Auguste Mangeot, fils du fondateur, cousin de Georges Dandelot et créateur avec Alfred Cortot de l'École normale de musique de Paris, en assure la direction et en est également l'un des critiques,.
Cette revue disparut au début de la Seconde guerre mondiale.

## Illustrations duMonde musical

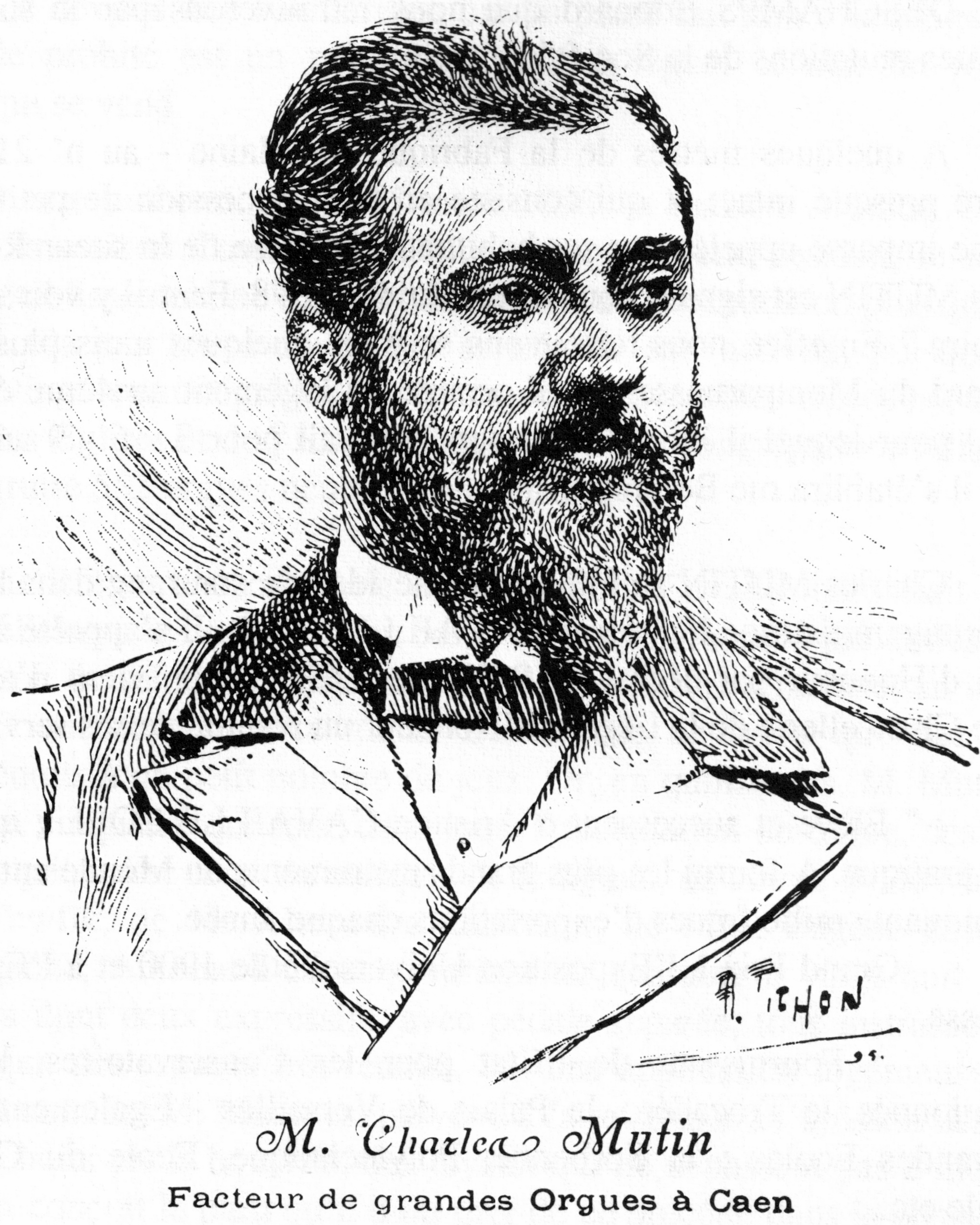
Portrait de Charles Mutin, Le Monde musical du 30 janvier 1895.
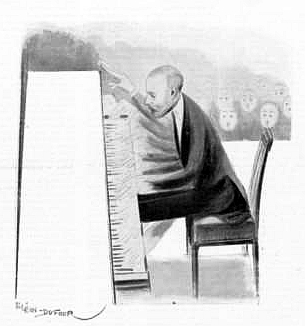
Portrait de Francis Planté salle Érard en 1902.
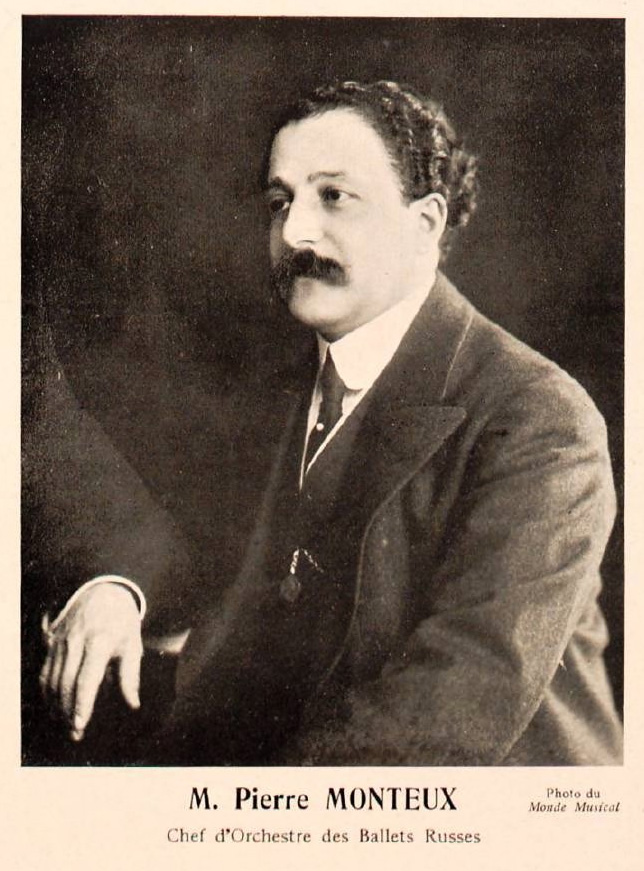
Portrait de Pierre Monteux, vers 1911.